# Regiment de la Immaculada Concepció
El regiment de la Immaculada Concepció fou una unitat militar de l'exèrcit de Catalunya durant la guerra de Successió Espanyola.
Es va crear entre el juliol i l'agost de 1713. Va participar en nombrosos atacs al cordó de setge, en la batalla del Baluard de Santa Clara i en la batalla de l'onze de setembre.
El regiment de la Immaculada Concepció anava equipat amb casaca de fons blau i divisa vermella. La jupa i les calces inicialment eren de colors crus però a partir del gener de 1714 passen a ser vermelles.